# شعبة عمقة (إب)

تعديل مصدري - تعديل

شعبة عمقة محلة تابعة لقرية المدقة، التابعة لعزلة شعب يافع بمديرية إب إحدى مديريات محافظة إب في الجمهورية اليمنية.، بلغ تعداد سكانها 43 حسب تعداد اليمن لعام 2004.